# Quintin McGarel Hogg

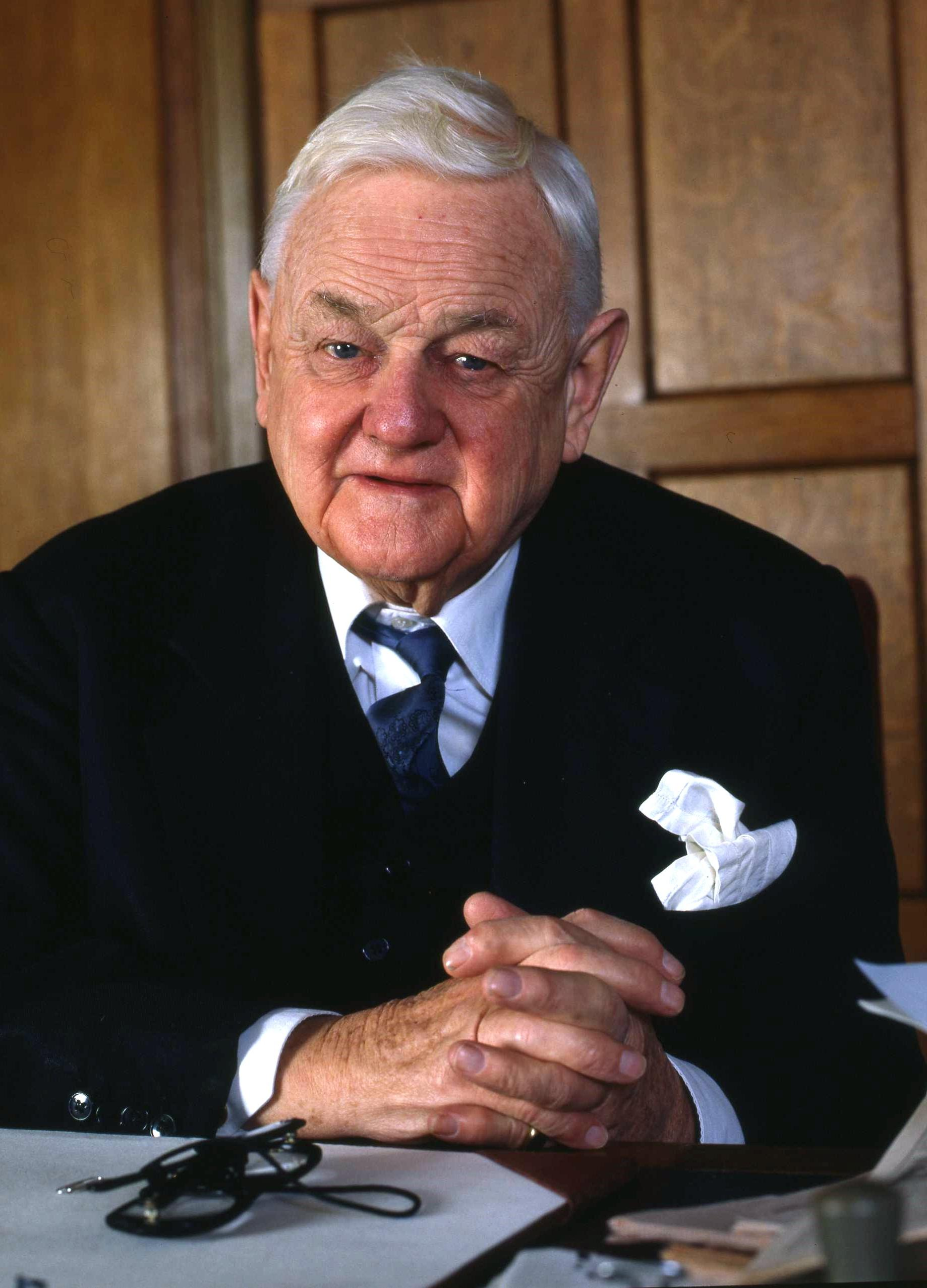
Quintin McGarel Hogg (1990)

Quintin McGarel Hogg, Baron Hailsham of St. Marylebone KG, CH, PC, QC (* 9. Oktober 1907 in London; † 12. Oktober 2001 ebenda) war ein britischer Adliger, Rechtsanwalt und Politiker (Conservative Party).

## Werdegang
Hogg war der älteste Sohn von Douglas MacGarel Hogg, 1. Viscount Hailsham. Seinen Schulabschluss machte er in Eton und studierte klassische Sprachen und später Jura in Oxford. 1932 wurde er als Anwalt zugelassen.
Im Zweiten Weltkrieg kämpfte er in Ägypten, Palästina und Syrien und wurde 1942 zum Major befördert. Im selben Jahr wurde er aufgrund einer Verwundung als nicht mehr frontdiensttauglich entlassen.

## Politischer Werdegang
Ende der 1930er Jahre ging Hogg in die Politik. Er befürwortete die Appeasement-Politik von Neville Chamberlain. Von 1938 bis 1950 saß er für den Wahlkreis Oxford im House of Commons. In den letzten Kriegswochen wurde er zum Staatssekretär für Luftfahrt ernannt.
Nach dem Tod seines Vaters im Jahre 1950 erbte er dessen Titel Viscount Hailsham und musste das Unterhaus verlassen und in das House of Lords einziehen. Vergeblich bat er die britische Regierung, dass ihm per Gesetz die Möglichkeit gegeben werde, auf seinen ererbten Titel zu verzichten. Mit dieser Bitte legte er den Keim zum sogenannten Peerage Act 1963, der Peers erlaubt, persönlich auf Lebenszeit auf ihren erworbenen Titel zu verzichten. Hogg machte von dieser Möglichkeit Gebrauch und kehrte im Dezember 1963 für St. Marylebone ins Unterhaus zurück.
In den Jahren davor war er im September 1956 zum Ersten Lord der Admiralität ernannt worden. 1957 wurde er Erziehungsminister. Am 14. Oktober 1959 wurde er Lordsiegelbewahrer und zusätzlich Minister für Wissenschaft. 1957 wurde er zum Lord President of the Council ernannt. Im Juli 1960 gab er das Amt des Lordsiegelbewahrers an Edward Heath ab.
Von Juli bis August 1963 war er zusammen mit Averell Harriman britischer Unterhändler bei den Atomstoppverhandlungen zwischen den USA, der UdSSR und Großbritannien in Moskau. 
In dem am 21. Oktober 1963 neu gebildeten Kabinett hatte er wieder das Amt des Lord President of the Council inne. Ab Februar 1964 bis Oktober 1964 war er wieder Minister für Erziehung und Wissenschaft. Nach dem Wahlsieg der Labour Party im Oktober 1964 war er im Schattenkabinett der Konservativen mit innenpolitischen Fragen beschäftigt. Nachdem die Konservativen im Juni 1970 die Wahl gewonnen hatten, wurde er Lordkanzler. Hierzu wurde er auf Lebenszeit zum Baron Hailsham of St. Marylebone, of Herstmonceux in the County of Sussex, erhoben und erhielt schließlich doch wieder einen Sitz im House of Lords. Lordkanzler blieb er bis zum Labour-Erfolg 1974 und hatte diesen Posten erneut unter Margaret Thatcher von 1979 bis 1987 inne.